# Lo Tres
Lo Tres és una muntanya de 418 metres que es troba al municipi de Foradada, a la comarca catalana de la Noguera.